# Jakub Bujak
Jakub Zygmunt Bujak (ur. 6 grudnia 1905 w Krakowie, zm. 5 lipca 1945 w górach Kornwalii) – polski taternik, narciarz i alpinista, z zawodu inżynier mechanik – konstruktor silników spalinowych.

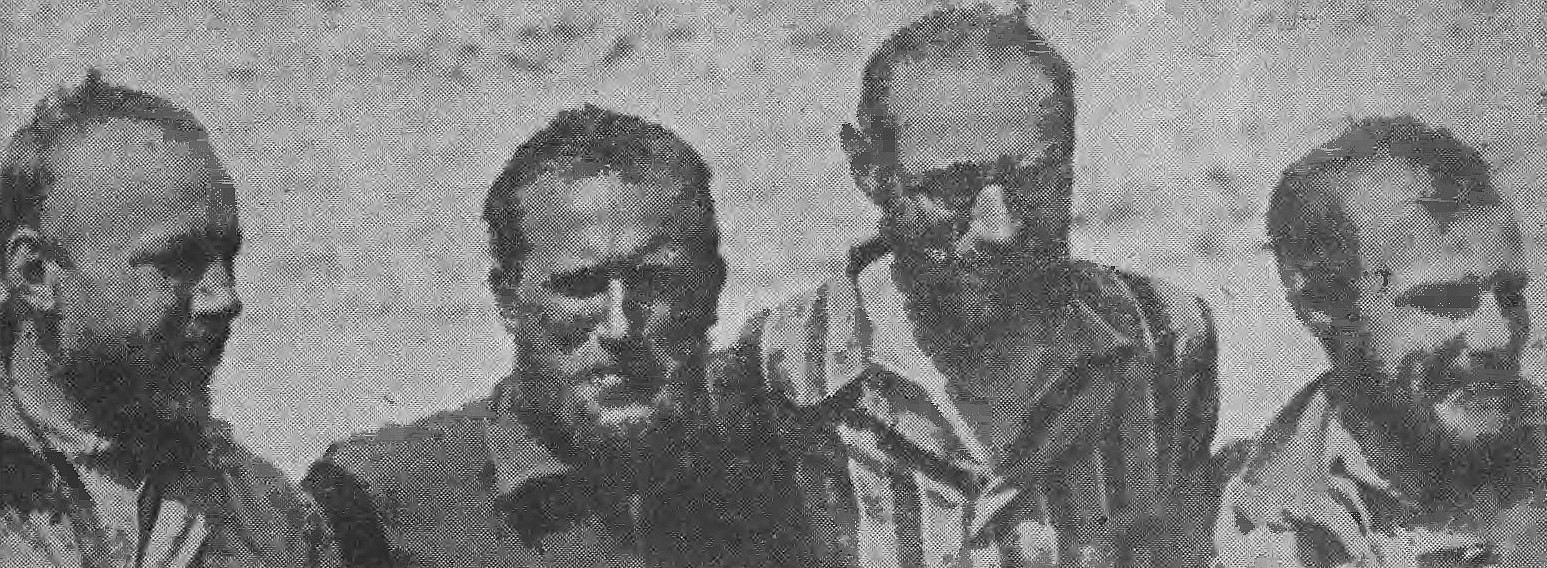
I Polska Wyprawa w Himalaje w 1939. Od lewej: Janusz Klarner, Adam Karpiński, Jakub Bujak, Stefan Bernadzikiewicz

## Życiorys
Był synem Franciszka Bujaka. W 1930 ukończył, a w 1937 został doktorem nauk technicznych Politechniki Lwowskiej. W Tatrach dokonał wielu ważnych dla rozwoju sportu górskiego przejść, szczególnie w zimie; m.in. wspólnie z A. Karpińskim i J. Klarnerem dokonał I zimowego wejścia z Suchej Doliny na Lodowy Szczyt w 1939 r. Samotnie na nartach wszedł w marcu 1931 r. na dwa najwyższe szczyty gór Skandynawii (Galdhøpiggen i Glittertind), a rok później opublikował opis tego sportowego przedsięwzięcia w książce Na nartach przez Norwegię (1932). W 1935 uczestniczył w polskiej wyprawie w Kaukaz, podczas której dokonał paru pierwszych wejść. Biorąc udział w I Polskiej Wyprawie w Himalaje, dokonał wspólnie z J. Klarnerem pierwszego wejścia na Wschodnią Nanda Devi 2 lipca 1939, ustanawiając tym samym ówczesny polski rekord wysokości.
Podczas II wojny światowej służył najpierw we Francji, a potem w Anglii w lotnictwie jako mechanik, następnie pracował w przemyśle lotniczym. Zaginął w niewyjaśnionych okolicznościach podczas wycieczki w Kornwalii.
16 czerwca 1934 ożenił się z Marią z Łomnickich, plastyczką, która w lecie 1934 razem z nim i Adamem Sokołowskim była w Alpach, dokonując tam wejścia na Romariswandkopf (3508 m). Jego córką jest Magdalena Bujak-Lenczowska.